# Żory
Żory ˈʐɔrɨ (in tedesco Sohrau, in ceco Žáry) è una città (62.462 ab. nel 2019) della Polonia meridionale, nel voivodato della Slesia.

## Amministrazione

### Gemellaggi
Żory è gemellata con le seguenti città:
- Kamp-Lintfort
- Montceau-les-Mines
- Mezőkövesd
- Pasvalys
- Tetiïv